# Hamed Al-Ghamdi
Hamed Al-Ghamdi (en árabe: حامد الغامدى‎; Dammam, 2 de abril de 1999) es un futbolista saudí que juega en la demarcación de centrocampista para el Al-Ittihad Club de la Liga Profesional Saudí.

## Selección nacional
Tras jugar con la selección de fútbol sub-20 de Arabia Saudita y la sub-23, finalmente hizo su debut con la selección absoluta el 1 de diciembre de 2021 en un encuentro de la Copa Árabe de la FIFA 2021 contra Jordania que finalizó con un resultado de 0-1 a favor del combinado jordano tras el gol de Mahmoud Al-Mardi.

## Clubes
| Club                     | País           | Año       | Partidos | Goles |
| ------------------------ | -------------- | --------- | -------- | ----- |
| Al-Ettifaq Club          | Arabia Saudita | 2017-2024 | 114      | 10    |
| Al-Ittihad Club (cedido) | Arabia Saudita | 2024-     | 20       | 1     |

## Palmarés

### Títulos nacionales
| Título                    | Club            | País           | Año  |
| ------------------------- | --------------- | -------------- | ---- |
| Liga Profesional Saudí    | Al-Ittihad Club | Arabia Saudita | 2025 |
| Copa del Rey de Campeones | Al-Ittihad Club | Arabia Saudita | 2025 |